# 威廉·罗克斯堡
威廉·罗克斯堡（英語：William Roxburgh，1751年6月29日—1815年4月10日），又译为卢克斯堡、罗克斯巴勒、罗克斯保、洛克斯堡等，为英国苏格兰外科医生及植物学家。被称为“印度植物学之父”。罗氏盐肤木（Rhus chinensis Mill. var. roxburghiana）的变种名及金线兰（Anoectochilus roxburghii）的种加词便是为了纪念他而命名。